# Izzy's Quest for the Olympic Rings
Izzy's Quest for the Olympic Rings est un jeu vidéo de plates-formes sorti en 1996 sur Mega Drive et Super Nintendo. Le jeu a été développé par Alexandria, Inc. et édité par U.S. Gold. Il met en scène Izzy, la mascotte des Jeux olympiques d'été de 1996 qui se sont déroulés à Atlanta.